# Regiune transfrontalieră
O regiune transfrontalieră este o entitate teritorială care este formată din mai multe autorități locale/regionale care sunt localizate în apropiere,dar aparțin de state diferite.
Regiuni transfrontaliere în Europa.
În Europa,există un număr mare de astfel de regiuni. Unele dintre ele sunt numite "euroregiuni",dar este un concept imprecis care este folosit pentru a desemna diferite aranjamente între state.Euroregiunile sunt,cel mai des,constituite cu ajutorul localităților din jurul graniței,sau regiunilor din jurul acestora.
Multe dintre regiuni sunt finanțate de Comisia Europeană,printr-un program numit Interreg.